# Kingston City
Koordinaten: 37° 59′ S, 145° 4′ O

Kingston City ist ein lokales Verwaltungsgebiet (LGA) im australischen Bundesstaat Victoria. Kingston gehört zur Metropole Melbourne, der Hauptstadt Victorias. Das Gebiet ist 91 km² groß und hat etwa 150.000 Einwohner.

## Geographie
Kingston liegt 18 bis 35 km entfernt vom Stadtzentrum von Melbourne am Nordostrand der Port Phillip Bay und enthält 21 Stadtteile: Aspendale, Aspendale Gardens, Braeside, Bonbeach, Carrum, Chelsea, Chelsea Heights, Clarinda, Clayton South, Dingley Village, Edithvale, Heatherton, Mentone, Moorabbin, Moorabbin Airport, Mordialloc, Oakleigh South, Parkdale, Patterson Lakes und Teile von Cheltenham und Highett. Der Sitz des City Councils befindet sich in Cheltenham im Nordwesten der LGA.

## Verwaltung
Der Kingston City Council hat sieben Mitglieder, die von den Bewohnern der sieben Wards gewählt werden. Diese sieben Bezirke (Barton, Clarinda, Hawker, Como, Baeside Park, Carrum Carrum und Patterson River) sind unabhängig von den Stadtteilen festgelegt. Aus dem Kreis der Councillor rekrutiert sich auch der Mayor (Bürgermeister) des Councils.

## Wirtschaft und Verkehr
Kingstons Hauptindustrien sind die chemische und die Kunststoff verarbeitenden Industrie. Große Unternehmen wie Philip Morris und Coca-Cola haben hier Niederlassungen. Des Weiteren gibt es drei größere Einkaufszentren im Verwaltungsgebiet.
Auf dem Gebiet der LGA befindet sich auch der Kleinflughafen Moorabbin Airport.

## Partnerschaften
- Manatuto, Osttimor (seit 2005)[2]

## Söhne und Töchter der Stadt
- Omar Jasika (* 1997), Tennisspieler